# DM i svæveflyvning 2018
Danmarksmesterskabet (DM) i svæveflyvning 2018 gennemførtes fra Svæveflyvecenter Arnborg i perioden 10. - 20. maj 2018.
I konkurrencen deltog 53 piloter. Der var otte dage med et gunstigt flyvevejr.:20
Junior-klassen skulle gennemføres sammen med Sun-Air Cup 28. juli - 5. august 2018 og havde syv gyldige konkurrencedage.:21

## Vindere
Konkurrencen havde følgende klassevindere::20
- For 18-meter klasse: Arne Boye-Møller fra Herning Svæveflyveklub i en Schleicher ASG 29[2]
- For standardklasse: Poul Kim Larsen fra Midtsjællands Svæveflyveklub i en Schempp-Hirth Discus-2[3]
- For klubklasse: Sviatoslav Roublev fra Fyns Svæveflyveklub i en Schempp-Hirth Discus[4]
- For 15-meter klasse: Stig Øye fra Polyteknisk Flyvegruppe i en Schempp-Hirth Ventus-2[5]
- For 2-sædet klasse: Larsen & Pedersen fra Vestjysk Svæveflyveklub i en Schempp-Hirth Duo Discus[6]
- For junior-klasse: Martin Steen Andersen fra Øst-Sjællands Flyveklub i en Rolladen Schneider LS4[7]